# Udemy
Udemy.com és una plataforma d'aprenentatge en línia dirigida per professionals consolidats. A diferència de la majoria de programes acadèmics MOOC, que són impulsats per col·legis professionals o per Universitats tradicionals, Udemy ofereix una plataforma de cursos adreçada a experts de qualsevol índole on s'hi poden trobar cursos gratuïts o de pagament. Aquest nou entorn d'aprenentatge permet als usuaris adoptar un rol actiu en el seu procés formatiu i crear els seus propis cursos, promocionar-los i obtenir-ne un benefici econòmic.
Actualment, cap dels cursos que ofereix Udemy està reconegut amb crèdits universitaris, sinó que els estudiants utilitzen aquests cursos com a eina de millora de les seves habilitats i de les seves competències amb l'objectiu de millorar el seu rendiment professional. Tot i la dificultat d'obtenir reconeixements oficials, alguns d'aquest programes formatius et permeten obtenir certificats de qualificació tècnica cada vegada més valorats per algunes empreses. Precisament, Udemy centra gran part dels seus esforços a buscar empreses que vulguin vehicular la formació dels seus treballadors a través d'aquesta plataforma.
Com a dada orientativa, durant l'any 2017, la plataforma educativa ha presentat més de 55.000 cursos.

## Història
L'any 2007, Udemy (ET-duh-mee) el seu fundador Eren Bali va desenvolupar un programari per construir una aula virtual mentre vivia a Turquia. En aquell moment, ell va copsar noves necessitats formatives i va creure en el potencial que tenia desenvolupar un entorn d'aprenentatge obert i accesible per a tothom. Va ser en aquest precís moment quan va decidir marxar a Silicon Valley  per fundar la empresa dos anys més tard. La primera experiència formativa d'Udemy va tenir lloc el 2010 i va ser dissenyada per Eren Bali, Oktay Caglar i Gegan Biyani. 
El febrer de l'any 2010, els tres fundadors van intentar obtenir noves fonts de finançament, però la seva proposta no va cridar l'atenció dels inversos. Segons explica Gagan Biyani, la seva idea va ser refusada més de trenta vegades. Tot i la negativa de tantes respostes, ells van seguir creient en el seu projecte i el maig del mateix any, es va fer el llançament de Udemy—"L'Acadèmia de Tu".
Pocs mesos després, els 1.000 formadors que ja tenia la plataforma educativa, havien creat aproximadament 2.000 cursos i Udemy va registrar més de 10.000 usuaris. Aprofitant la força d'aquesta arrencada, van intentar impulsar de nou una ronda de finançament i van aconseguir, aquesta vegada sí, una ampliació de capital valorada en 1 milió de dòlars. El 2011, l'empresa va experimentar un gran creixement i va firmar una ampliació de capital de 3 milions de dòlars gràcies a Series A funding dirigida per Groupon i pels inversosrs Eric Lefkofsky i Brad Keywell. També van internvenir en aquesta operació 500 Startups i MHS Capitl. Aquest creixement es va continuar produït fins a arribar, abans d'acabar l'any 2012 a un capital valorat en 16 milions de dòlars.
El maig de l'any 2014 Eren Bali va ser remplaçat per Dennis Yang com a Chief Executive Officer (CEO) de Udemy. A partir d'aquest moment, l'empresa no va deixar de créixer i només dos anys més tard havia aconseguit acords de finançament per un valor superior als 60 milions de dòlars. Des de l'1 de juny de 2017, Udemy va proposar un nou canvi en la direcció executiva que actualment ocupa Kevin H. Johnson.

## Resum
Udemy és una plataforma digital que permet construir cursos en línia de qualsevol àmbit del coneixement. Utilitzant Udemy, els instructors disposen d'un àmpli ventall d'eines per poder editar i produir els seus cursos. La plataforma permet pujar vídeos, utilitzar presentacions PowerPoint, compartir PDFs, enviar àudio o documents ZIP i oferir classes en streaming. Un dels altres avantatges que oferix Udemy és que tots els intructuros poden interaccionar amb els altres usuaris a través dels espais de discussió en línia.
Els cursos que s'ofereixen responen a un ampli ventall de categories que va des del món empresarial, passant per les ciències de la salut i arribant a les formacions artístiques o musical. Per descomptat, dins d'un terreny altament digital, els cursos tecnològics també hi tenen un paper molt important. Udemy també ofereix un entorn dedicat exclusivament al món empresarial. Aquest servei ofereix la possibilitat d'accedir a més de 2.000 cursos de màrquetig digital, disseny, administració, programació, etc. Udemy ofereix a totes les empreses la possibilitat de crear portals d'aprenentatge específics on gestionar la seva formació corporativa.
Udemy ofereix cursos gratuïts i de pagament segons, però sempre perseguint l'objectiu d'esdevenir un espai d'aprenentatge compartit i obert a tothom. Els honoraris dels instructuros del curs varien segons la capacitat que tenen per atraure els estudiants. Si els instructors són els que han aconseguit acostar els estudiants al seu curs, utilitzant el seus canals de difusió, aquests guanyen el 97% dels ingressos de les matrícules. Per contra, si els estudiants s'inscriuen al curs a través dels portals Udemy, aquests es reperteixen els ingressos. Durant l'any 2015, els 10 instructors que van oferir formació a més estudiants van ingressar més de 17 milions de dòlars.
L'any 2013, Udemy va llançar una app per Apple iOS, permetent així, que els estudiants puguin seguir els seus cursos directament des dels seus iPhones. Un any més tard, també es va llançar la versió per Android. Aquest nou canal d'aprenentatge, un any després del seu llançament ja comptabilitzava 1.000.000 d'usuaris (un 20% dels usuaris d'Udemy utilitzen el mòbil per accedir als seus cursos).

## Recepció
Udemy ha estat motiu de debat dins The New York Times, The China Post, Fast Company, la BBC i TechCrunch, on es presentava a "Udemy és una plataforma que ofereix una experiència educativa capaç de compatir amb l'aula real i que hauria pots ser utilitzada per mestres i estudiants de tots els àmbits del coneixement."
El 2014, la revista Forbes va anomenar Udemy i el seu fundador Eren Bali dins dels reconeixements "30 Under 30" com "he brightest stars in 15 different fields under the age of 30".

## Preocupacions per la pirateria digital
El mes de novembre de 2015, Udemy va ser acusada de pirateria editorial tot i que no es va poder provar amb cap evidència. Aquestes acusacions es derivaven d'un curs que no va ser gestionat per Udemy i el seu CEO, Dennis Yang, va respondre aquestes acusacions demostrant que no Udemy no havia obtingut cap benefici d'aquesta situació. 